# Zgornji Janževski Vrh
Zgornji Janževski Vrh – wieś w Słowenii, w gminie Ribnica na Pohorju. W 2018 roku liczyła 23 mieszkańców.